# Італійська Есперантистська Молодь

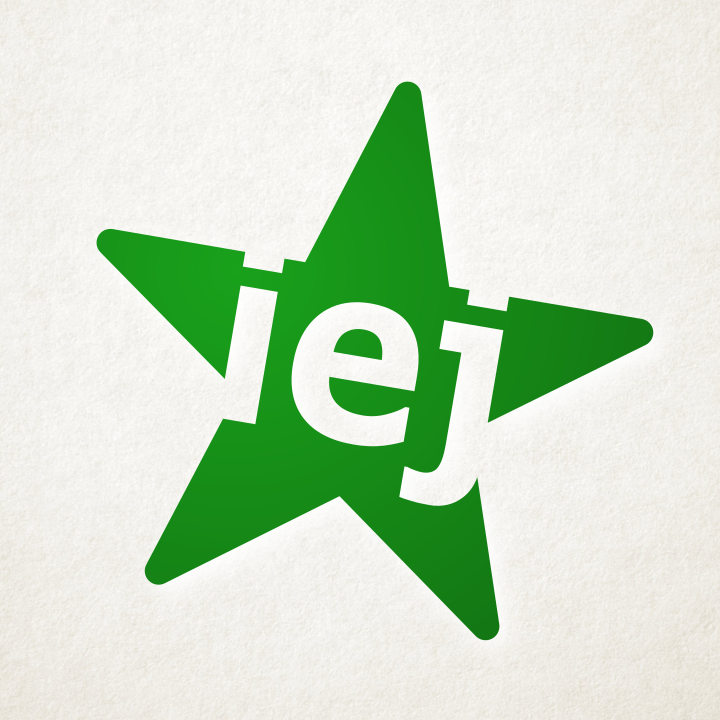

Італійська есперантистська молодь (есп. Itala Esperantista Junularo, IEJ) — національна організація молодих есперантистів Італії, італійська секція Всесвітньої Есперантистської Молодіжної Організації, молодіжна секція Італійської Есперанто-Федерації (IEF).

## Італійська есперантистська студентська асоціація
У грудні 1913 року в Болоньї була створена Італійська есперантистська студентська асоціація; президент — студентка Стамура Лінарді. Перші члени нової організації присвятили себе розповсюдженню есперанто серед студентів навчальних закладів Північної Італії. До Першої світової війни почали з'являтися групи молодих есперантистів, проводилися курси та іспити на знання мови.
У 1922 році національний есперанто-журнал «L'Esperanto» почали використовувати як засіб зв'язку і спілкування між членами спілки; в 1923 році з'явилася спеціалізована «Сторінка для наших хлопців» (есп. «Paĝo por niaj knaboj»). З 1 січня 1924 року в щотижневому журналі «Молодь» (італ. «Gioventù»), що виходив у Прато, містився розділ на есперанто за редакцією генуезця Санте Зулло.
У 1925 році, за сприяння Італійської Есперанто-Федерації, яка в посланні до членів спілки закликала сформувати велику кількість молодих есперантистів, молодіжна квота була диференційована; виділялися новоприйняті члени з 16 років.
Молодий італієць Еліо Мільйоріні був делегатом Шістнадцятого Всесвітнього конгресу есперанто 1924 року.

## Італійська есперантистська молодь: від створення до 1990-х років
З 1947 року молоді есперантисти Італії були об'єднані в «Італійській есперантистській молоді» (італ. «Gioventù Esperantista Italiana»). Основою відродження молодіжної організації слугувала діяльність молодіжних груп з Турина та Мілана, які займалася активною викладацькою діяльністю.
Організація тоді була незалежною від Італійської Есперанто-Федерації. У вересні вересні 1950 року було закладено основу для національної молодіжної асоціації в рамках Федерації, але з власною структурою та цілями. У 1953 році IEJ отримала право представництва трьома своїми членами в колегії IEF.
Діяльність молодіжної спілки була різноманітною. Міланські есперантисти організували екскурсії в гори. Обиралася міс Есперанто, організовувалися танцювальні вечори.
З 7 по 15 серпня 1955 року проводився 11-й Міжнародний молодіжний конгрес есперанто в Л'Аквіла, в якому взяли участь 150 чоловік.
У 1958 році кількість членів молодіжної організації зросло до 275. У ті роки проводилися національні зустрічі на ярмарку «Fiera di Milano».
Новий Статут було затверджено 22 вересня 1964 року під час зустрічі в Сорренто. IEJ опинився перед лицем кризи, відчувався брак активності, взаємодії та перш за все координації.
Поштовх до більшої активності молоді есперантисти отримали під час кількох молодіжних та студентських демонстрацій 1968 року, до яких рух есперанто не був байдужим. Питання, що мали суто соціальний характер, стали з'являтися на сторінках «Нового відчуття» (есп. «Nova Sento»). Співпраця з неесперантистськими організаціями, що мали схожі цілі з есперантистами, була розширена. Ця діяльність виявила глибокий інтерес до ролі, яку есперанто-рух відігравав і міг би потенційно мати в суспільстві. У 1968—1969 роках на порядку денному молодих італійських есперантистів стояла повістка, що задавалася тоді лівим політичним дискурсом.
У 1977 році відбувся Перший Міжнародний молодіжний фестиваль в Левіко-Терме з темою «Вивчення есперанто проти соціальної дискримінації». Статут був змінений таким чином, що (серед іншого) засідання IEJ проводилися вже не в рамках з'їздів IEF. Розпочалася співпраця з іншими асоціаціями есперанто Італії, включаючи Італійську асоціацію сліпих есперантистів (есп. «Itala Asocio de Blindaj Esperantistoj»).
У 1982 році IEJ мала найбільшу кількість членів (393) у Західній Європі.
Протягом багатьох років організаційна структура IEJ кілька разів була змінена. Велися успішні пошуки ефективної діяльності, проте рух переслідували три болючі проблеми: управління, фінансова спроможність та ідеологічна єдність (найбільше суперечок викликало відношення до раумізму).
Протягом декількох років діяльність IEJ координувалася радою з трьох членів.
У 1985 році було проведено численні заходи: організовано семінари для активістів, молодь брала участь у демонстраціях, виставках, рок-концертах на есперанто для неесперантистської аудиторії, відроджено випуск щомісячного інформаційного бюлетеня ItInFo. Протягом 1985—1987 років намітилися форми співпраці та обміну досвідом з молодіжними секціями інших країн.
У 1987 році було створено Історичний архів IEJ.

## З 1990-х років до сьогодення
Видавнича діяльність IEJ кінця 1980-х — початку 1990-х років зосереджувалася на виданні збірника листівок та інформаційних матеріалів, антології оригінальних поетичних текстів, написаних активістами IEJ та посібника для активістів.
У 1996 році IEJ отримав свій перший вебсайт, набувають поширення інтернет-курси навчання есперанто. Завдяки Інтернет-технологіям стають більш активними стосунки з молоддю півдня Італії.
У 1997 році відбувся 53-й Міжнародний молодіжний конгрес в Ассізі. IEJ організував тоді серію зустрічей (передконгрес у Венеції та робочі табори в Падуї та Блері).
На межі тисячоліть IEJ отримав власний сайт (jej.esperanto.it), незалежний від IEF.
2000 став історичним роком, головним чином через проведення чергового Міжнародного Молодіжного фестивалю в Кавалліно-Трепорті, який відзначився найбільшою кількістю учасників (325 з понад 20 країн) за всю історію проведення.
У 2006 році IEJ запровадив молодіжну програму на 91-му Всесвітньому конгресі есперанто у Флоренції.
У цей час до керівництва рухом доєднався Майкл Борис Мандірола. Протягом десятиліття він обіймав посади скарбника і президента IEJ, радника, віцепрезидента і президент TEJO (2015—2017).
З 2007 року IEJ почала організовувати молодіжну програму Itala Kongreso de Esperanto.
У 2009 році, лише за кілька днів до початку щорічного Міжнародного молодіжного фестивалю, область Абруццо (де мав відбутися захід) зазнала руйнування землетрусом. Рада IEJ скасувала проведення фестивалю і запропонувала членам перерахувати кошти на благодійність; молоді есперантисти збирали продукти харчування, щоб їх було виділено сім'ям, постраждалим від землетрусу.
Наступні роки характеризували повільне відродження асоціації. Прийшло усвідомлення важливості більшого поширення руху на півдні Італії та островах, де есперанто ще недостатньо вкорінене. Тому вирішено було провести Міжнародні молодіжні фестивалі у Апулії (2013) та Сардинії (2014).
У 2015 році було модернізовано сайт IEJ.